# Pestpocken
Pestpocken sind eine Punkband aus Gießen.

## Geschichte
Die Band gründete sich 1997 und veröffentlichte in der damaligen Besetzung (Danny (Gesang und Gitarre), Andrea (Gesang und Gitarre), Stine (Schlagzeug) und Mirmo (Bass)) ihre Debüt-7"-EP „Freiheit oder Tod“ in Eigenproduktion. Es folgten einige Samplerbeiträge, die EP „Virus BRD“ und Konzerte im In- und Ausland. Aufgetreten sind die Pestpocken u. a. mit The Casualties (2000), Tension (2001), GBH, Charge 69 und Skarface. 2003 stieg Mirmo aus der Band aus und wurde durch Floppy ersetzt. Im gleichen Jahr wurde die Split-LP mit Bad Nasty aus Frankreich, welche noch in der Urbesetzung aufgenommen worden war, veröffentlicht. 2005 schloss sich Chris als zweiter Gitarrist an. Im Jahr 2007 initiierte die Band ein drei Tage währendes Festival anlässlich des 10-jährigen Bandbestehens, auf dem bekannte Bands der Szene, unter anderem The Restarts, Stage Bottles, BILDungslücke, Rejected Youth und Antidote, Molotow Soda, Rawside und Los Fastidios auftraten. Seit dem veranstaltete die Band alle 5 Jahre ein solches Jubiläums-Festival sowohl mit bereits aufspielenden, befreundeten Bands als auch mit anderen Szenegrößen. 2012 zum 15-jährigen Bandbestehen u.A. mit SS-Kaliert, Wolfbrigade, Auweia!, und Toxoplasma. 2017 zum 20-jährigen u.A. mit Oi Polloi und Kotzreiz sowie 2022 zum 25-jährigen Bestehen u.A. mit Loikaemie, Fucking Angry und Jesus Skins.
2008 wirkte Sänger Danny als Schauspieler in dem Punkfilm Chaostage – We Are Punks! (Regie: Tarek Ehlail). Die Band steuerte außerdem ein Lied für den Film bei und wirkte in kleineren Rollen mit. Die Feierlichkeiten zur Filmpremiere am 3. Oktober in Hannover stellten auch den letzten gemeinsamen Auftritt der Band mit Bassist Floppy dar, welcher Anfang Oktober die Band aus persönlichen Gründen verließ. Neuer Bassist wurde Daniel, ein langjähriger Bekannter. Somit bestand die Band wieder ausschließlich aus Giessener Mitgliedern.
2009 verließ auch Schlagzeugerin Stine die Band und wurde durch Max ersetzt, der am 7. August 2009 in Nürnberg zum ersten Mal mit den Pestpocken auftrat. Weitere Umbesetzungen umfassten den Ausstieg Daniels im Rahmen des 15-Jahre-Pestpocken Festivals, der durch Eddy ersetzt wurde, sowie den Weggang von Chris zum Ende der Europatour im Frühjahr 2013, der durch Tom (langjähriger Freund der Band und Produzent des Albums „No Love for a Nation“) ersetzt wurde.
Im Februar 2012 wurde das Split-Album mit Bad Nasty (2003) von der BPjM als jugendgefährdend indiziert.
Im März 2020 folgte das Album Another World Is Possible.

## Stil

### Musik
Die Band spielt Punk, mit Einflüssen aus verschiedenen Subgenres dieser Stilrichtung.

### Texte
Die Liedtexte von Pestpocken sind typisch für das Punkgenre und richten sich hauptsächlich gegen Deutschlands politische Grundordnung, Staatsgewalt und Korruption sowie gegen die rechte Szene und Hooligans. Daneben werden auch allgemeine Themen wie Alkohol, Freundschaft und die Punkszene aufgegriffen. Die Band kann als linksradikal eingestuft werden, da sie wiederholt in ihren Texten zu Gewalt gegen Polizisten und politische Gegner auffordert.

## Diskografie
- 1997: Giessen asozial (Demotape)
- 1998: Freiheit oder Tod (7"-EP)
- 2000: Virus BRD (7"-EP, indiziert[2])
- 2003: Pestpocken / Bad Nasty (Split-LP, später auch auf CD veröffentlicht; 2012 indiziert)
- 2004: Die schlimmste Seuche aller Zeiten (MC mit älteren Aufnahmen)
- 2007: Kein Ausweg (CD/LP)
- 2012: No Love for a Nation (CD)
- 2020: Another World Is Possible (CD/LP)

Sampler-Beiträge
- 1998: Punk aus Hesse’ ’uff die Fresse! 1 (7"-EP)
- 2000: Missing in Action (LP)
- 2000: Punx Unite – International Chaos (LP)
- 2004: Rossiski Punk (CD)
- 2005: Punk aus Hesse’ ’uff die Fresse! 2 (LP)
- 2006: Schlachtrufe BRD Vol.8 (CD)
- 2011: V. A. Aggropunk Vol. 2 (CD)